# Oszynda leszczynowiec
Oszynda leszczynowiec (Apoderus coryli) – gatunek chrząszcza z nadrodziny ryjkowców i rodziny podryjowatych.

## Taksonomia
Gatunek ten opisany został po raz pierwszy w 1758 roku przez Karola Linneusza w dziesiątym wydaniu Systema Naturae pod nazwą Attelabus coryli.

## Morfologia
Chrząszcz o ciele długości od 5,9 do 8 mm, typowo ubarwionym czarno z czerwonymi: przedpleczem, pokrywami i środkowymi odcinkami ud. Zdarzają się jednak okazy całkiem czarne, całkiem czerwone i z różnymi przejściami w ubarwieniu. Głowa i przedplecze są błyszczące, podczas gdy pokrywy raczej matowe. Ryjek jest krótki, gruby, prawie tak długi jak szeroki, z guzowatą wypukłością pomiędzy znajdującymi się przed środkiem jego długości nasadami 12-członowych czułków. Czułki są krótkie, u samców dłuższe niż u samic. Głowa za dużymi, okrągławymi i wyłupiastymi oczami jest znacznie dłuższa od ryjka i silnie zwęża się ku tyłowi, tworząc szyję. U samca owa szyja jest dłuższa i węższa niż u samicy. Przedplecze jest niewiele szersze niż dłuższe, o kształcie dzwonkowatym, ku przodowi silnie zwężonym i na przednim brzegu węższe niż połowa szerokości jego brzegu tylnego. Powierzchnię przedplecza cechuje bardzo delikatne i rozproszone punktowanie. Prawie prostokątne w zarysie pokrywy mają wyraźnie zaznaczone: guzy barkowe, rzędy i międzyrzędy. Rzeźba pokryw różni się od tej u podobnego Compsapoderus erythropterus węższymi, żebrowatymi i lekko pomarszczonymi międzyrzędami oraz obecnością dwóch dodatkowych, skróconych rzędów między trzecim a piątym międzyrzędem.

## Ekologia i występowanie
Owad foliofagiczny. Żeruje głównie na leszczynie pospolitej, rzadziej na olszy szarej i olszy czarnej. Notowany również z różnych wierzb, dębów, buków, brzóz i grabów. Wydaje jedno pokolenie w ciągu roku. Owady dorosłe są aktywne od maja do września. Samica składa jaja do naciętego z boku i zwiniętego w rulon liścia. Larwa żywi się tkanką obumarłego liścia. Przepoczwarczenie następuje w opadłej na glebę tutce, rzadziej w samej glebie. Postacie dorosłe drugiego pokolenia pojawiają się w sierpniu.
Gatunek euroazjatycki, powszechny w Europie, a na wschód sięgający przez Turcję, Kaukaz i Syberię po północne Chiny i Japonię. Północna granica zasięgu w Europie biegnie przez środkową Norwegię, środkową Finlandię i Karelię. W Polsce jest spotykany w całym kraju.

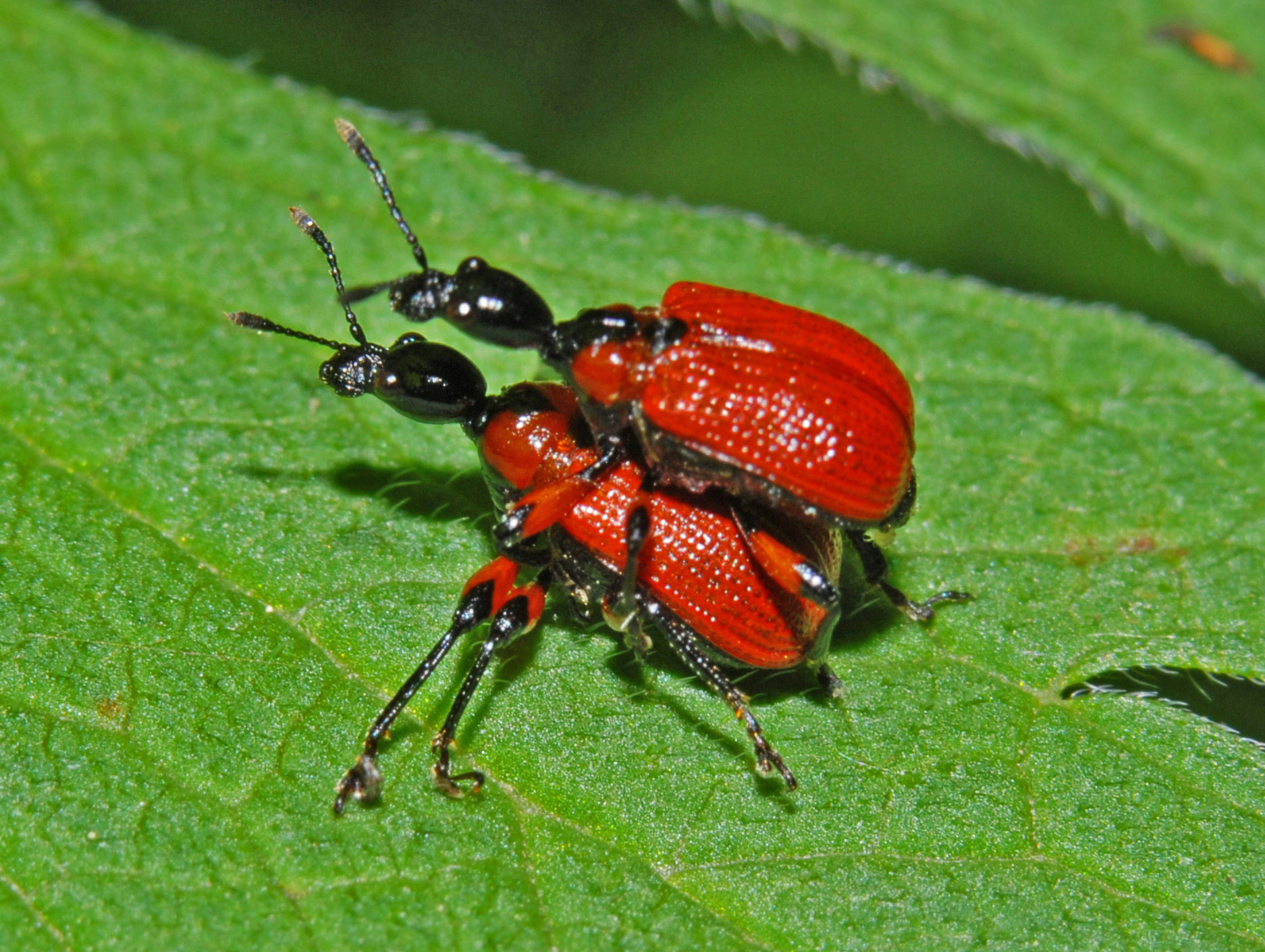
Kopulacja
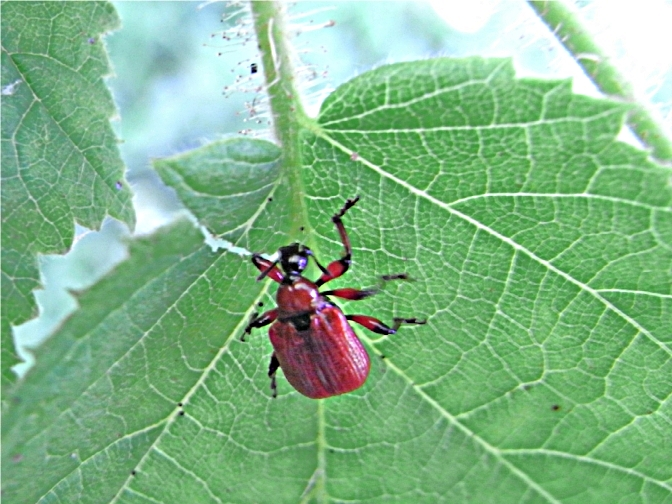
Przygotowywanie liścia do zwijania
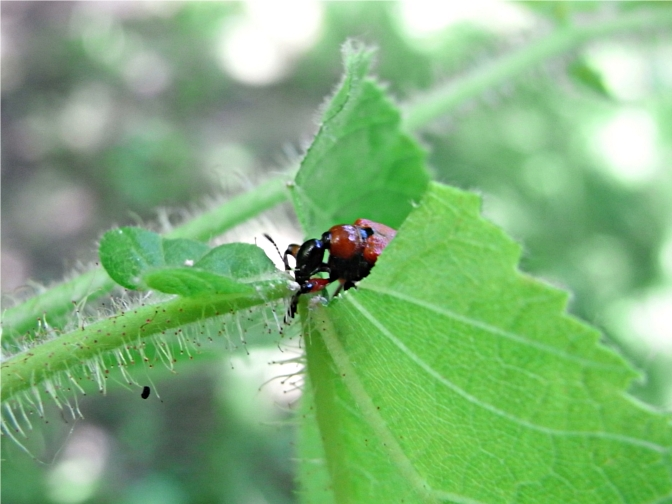
Przygotowywanie liścia do zwijania
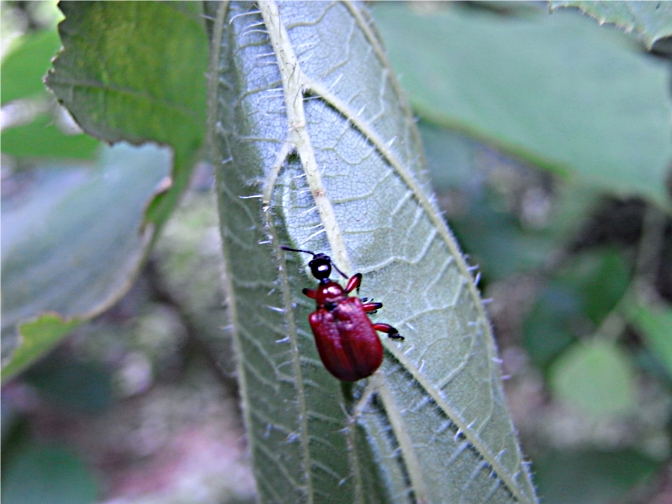
Składanie liścia
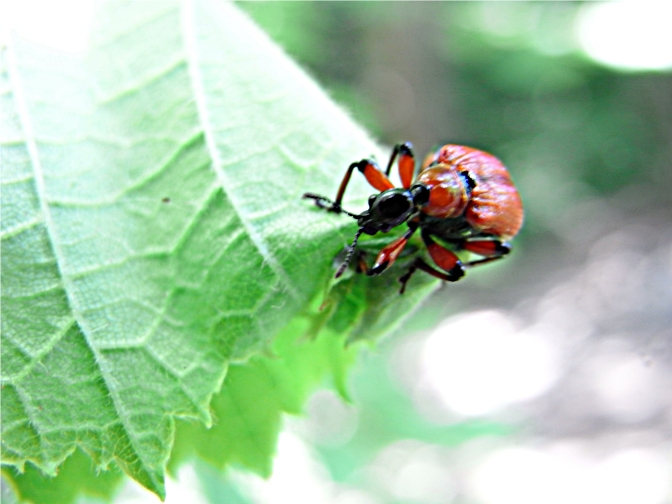
Zwijanie tutki
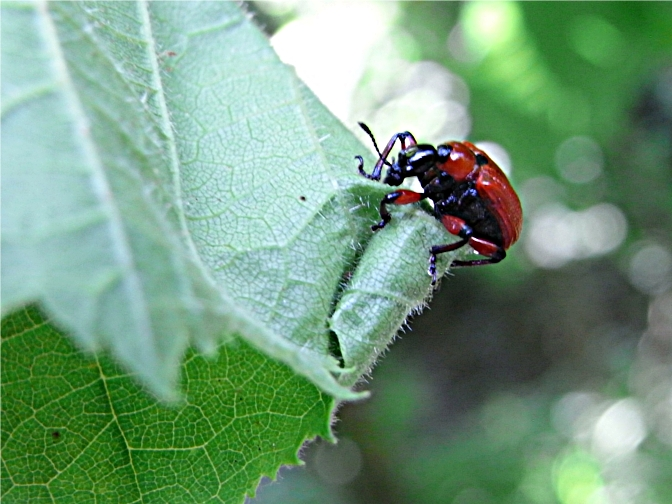
Zwijanie tutki
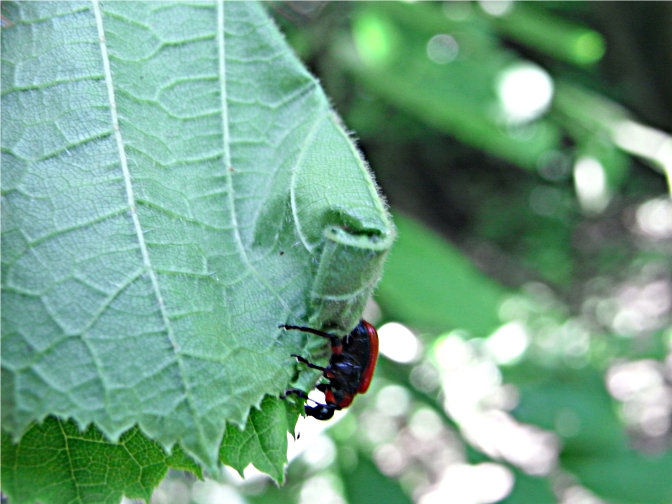
Zwijanie tutki
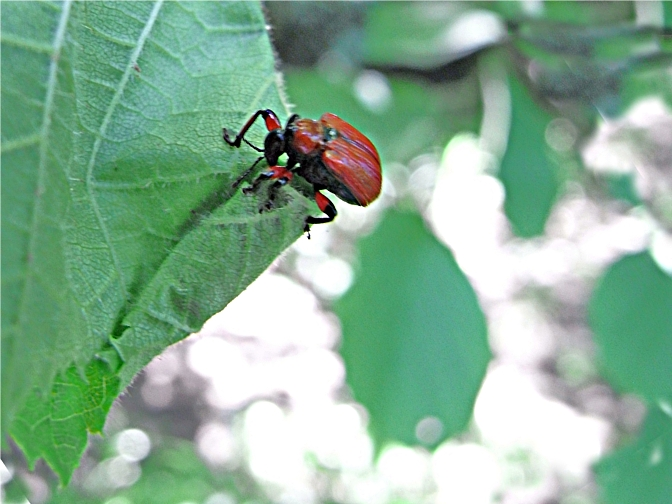
Zwijanie tutki
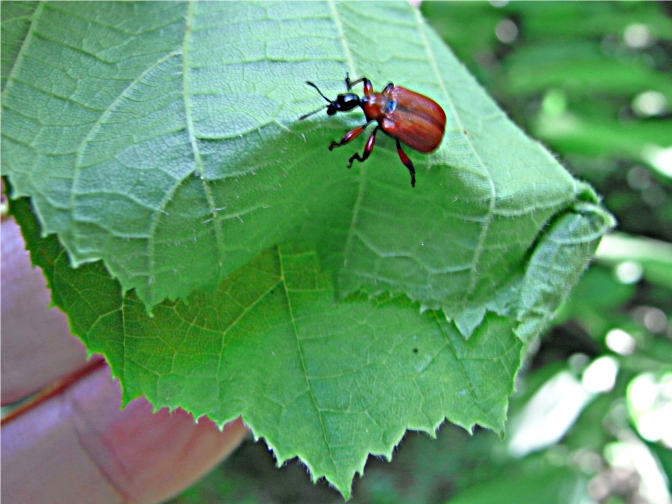
Zwijanie tutki
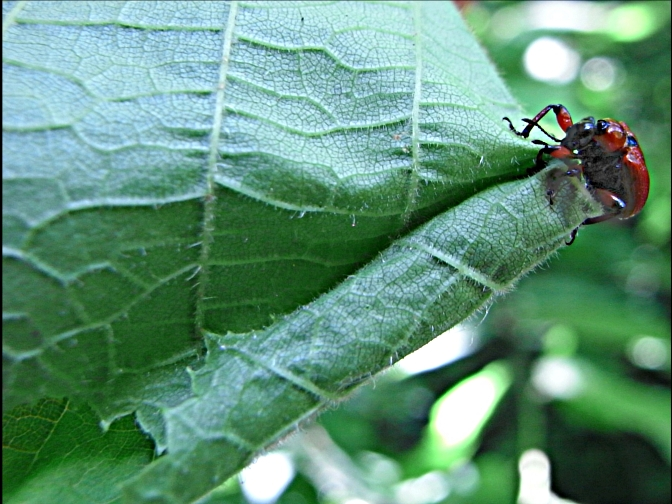
Zwijanie tutki
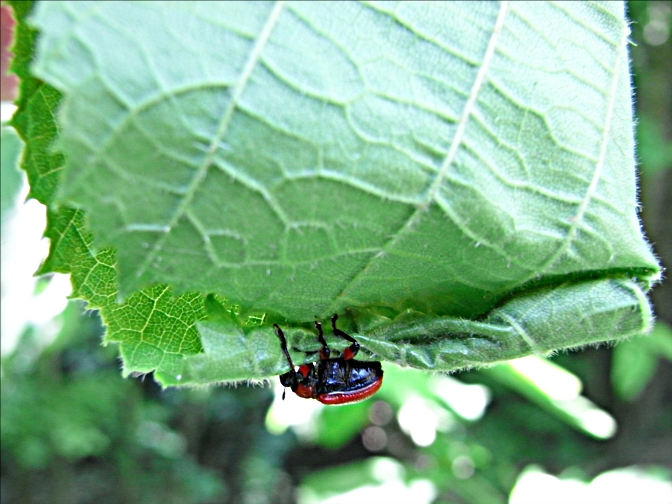
Zwijanie tutki
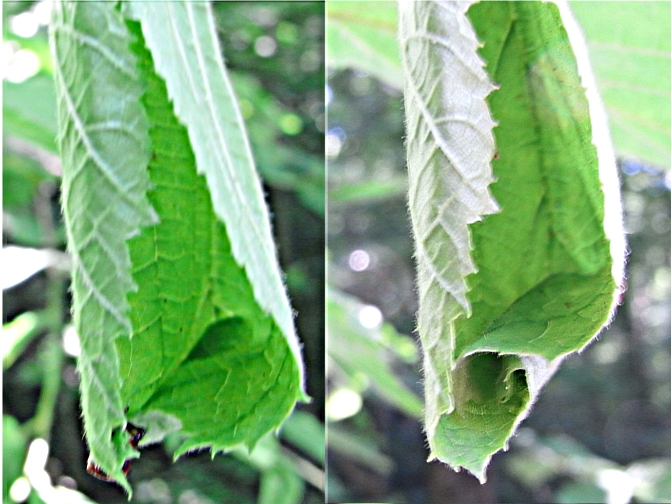
Zwijanie tutki
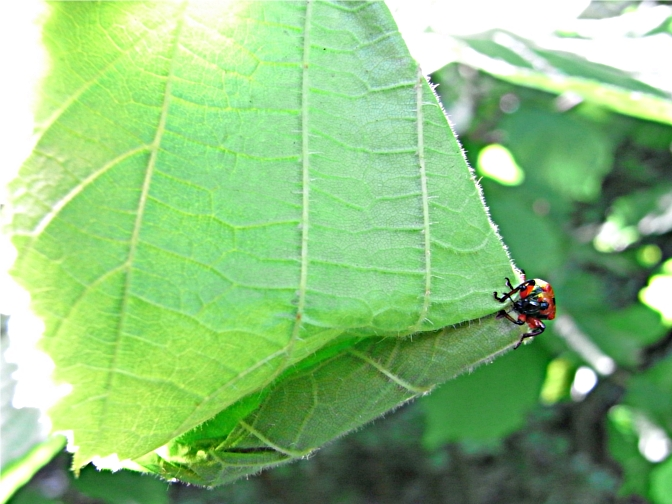
Zwijanie tutki
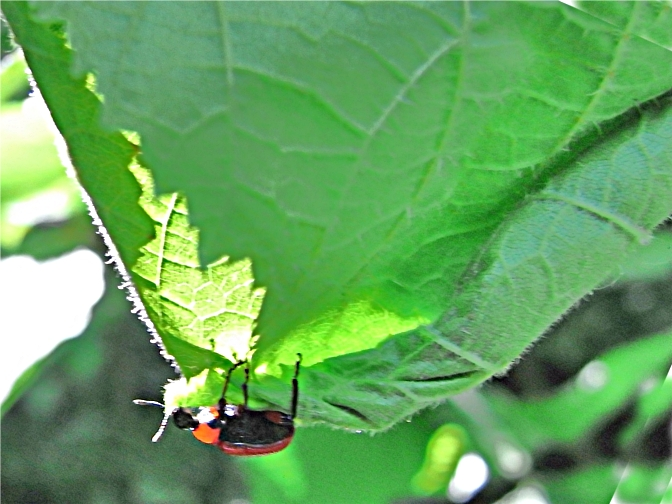
Zwijanie tutki
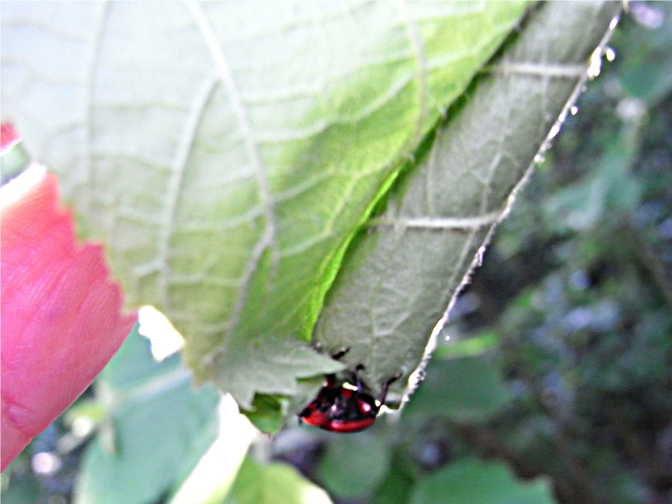
Zwijanie tutki
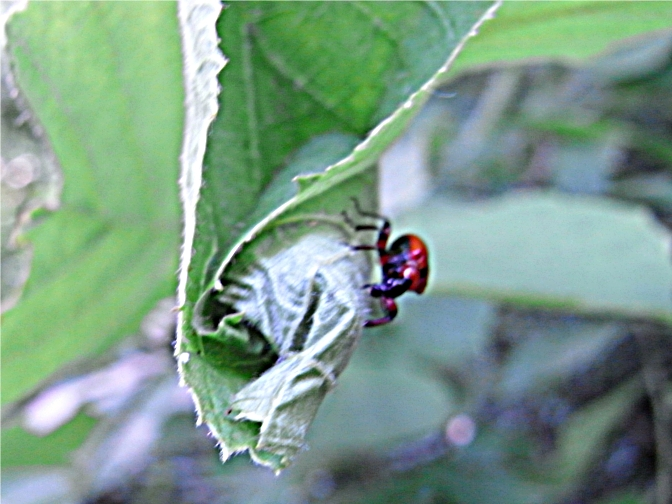
Zwijanie tutki
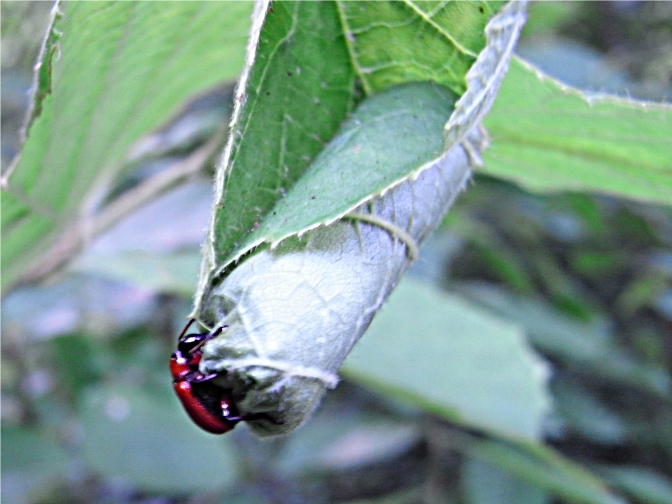
Zwijanie tutki
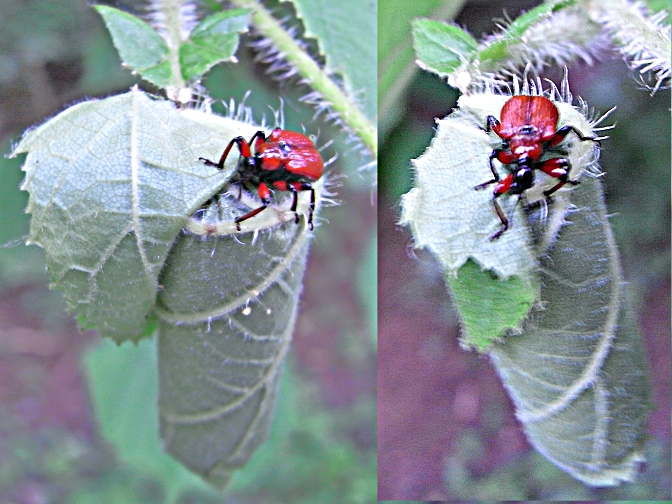
Zwijanie tutki
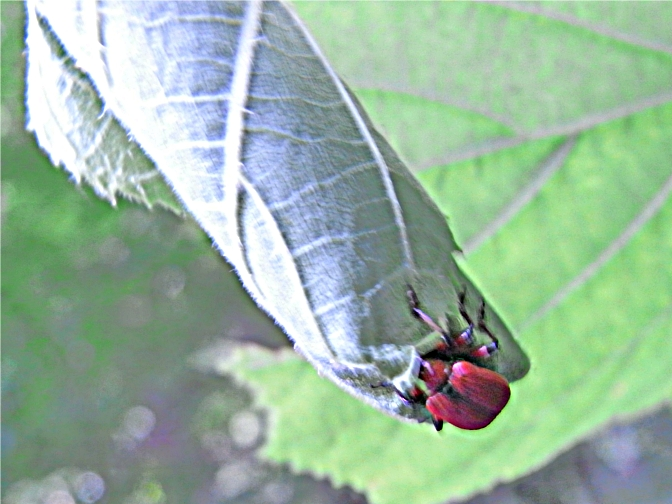
Zwijanie tutki
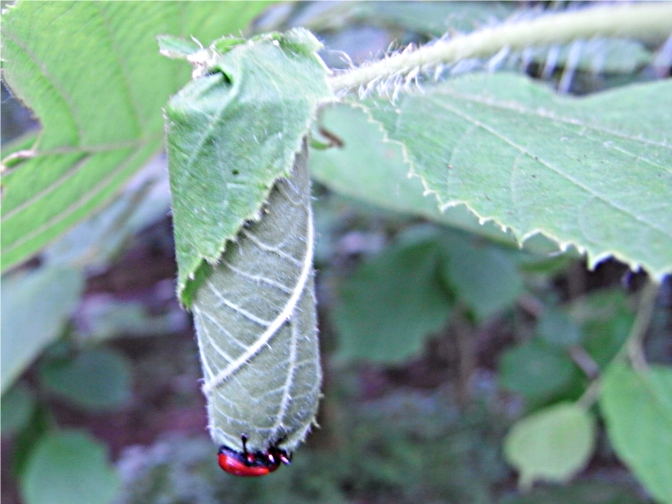
Zwijanie tutki
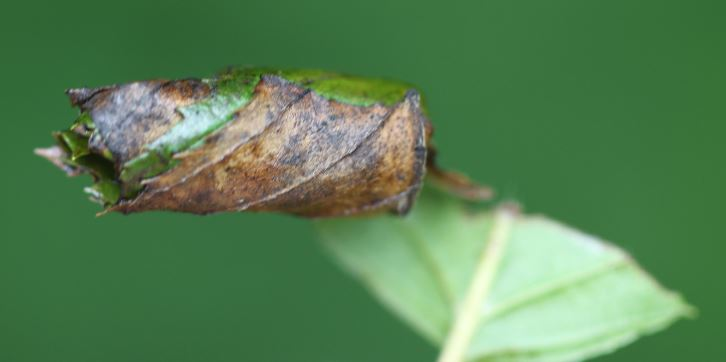
Tutka
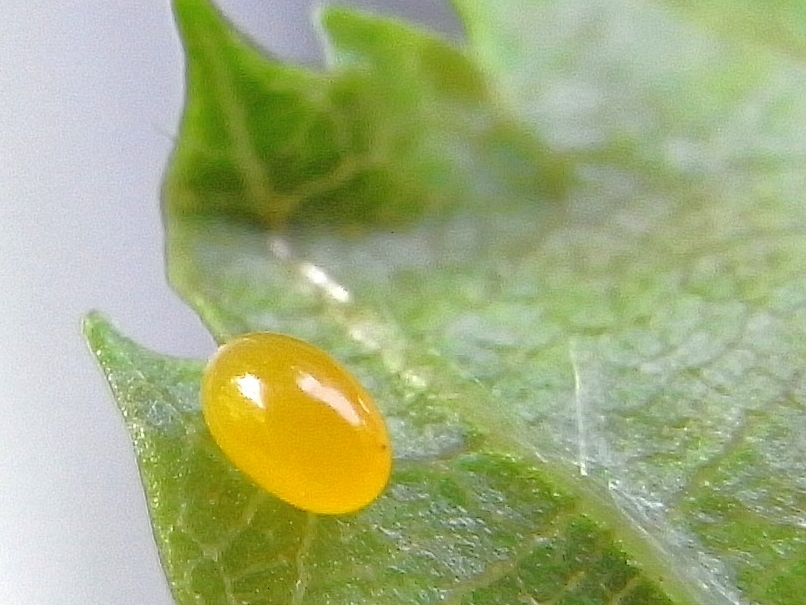
Jajo